# Іштван Деметер
Іштван Деметер (угор. István Demeter; нар. 7 січня 1972, Регін, повіт Муреш, Румунія) — угорський борець вільного стилю, учасник чемпіонатів Європи, та Олімпійських ігор.

## Життєпис
Народився в румунському місті Регіні, де велику частку мешканців складають угорці. Боротьбою почав займатися з 1981 року. На початку кар'єри виступав за юніорську збірну Румунії. У її складі у 1989 році став срібним призером чемпіонату Європи серед юніорів. У 1992 році, виступаючи вже за молодіжну збірну Угорщини, здобув бронзову медаль чемпіонату Європи серед молоді. На дорослому рівні теж виступав за угорську збірну. У її складі взяв участь у літніх Олімпійських іграх 1996 року в Афінах, на яких посів дев'яте місце.
Виступав за спортивний клуб «Уйпешті» Будапешт. Тренер — Бела Паулішка.

## Спортивні результати на міжнародних змаганнях

### Виступи на Олімпіадах
| Змагання                    | Збірна   | Вагова категорія          | Місце |
| --------------------------- | -------- | ------------------------- | ----- |
| Літні Олімпійські ігри 1996 | Угорщина | вільна боротьба, до 62 кг | 9     |

### Виступи на Чемпіонатах Європи
| Змагання                         | Збірна   | Вагова категорія          | Місце |
| -------------------------------- | -------- | ------------------------- | ----- |
| Чемпіонат Європи з боротьби 1994 | Угорщина | вільна боротьба, до 62 кг | 7     |
| Чемпіонат Європи з боротьби 1996 | Угорщина | вільна боротьба, до 62 кг | 6     |

### Виступи на інших змаганнях
| Змагання                           | Збірна   | Вагова категорія          | Місце |
| ---------------------------------- | -------- | ------------------------- | ----- |
| Гран-прі Німеччини з боротьби 1996 | Угорщина | вільна боротьба, до 62 кг | 7     |

### Виступи на змаганнях молодших вікових груп
| Змагання                                       | Збірна   | Вагова категорія          | Місце  |
| ---------------------------------------------- | -------- | ------------------------- | ------ |
| Чемпіонат Європи з боротьби серед юніорів 1989 | Румунія  | вільна боротьба, до 58 кг | Срібло |
| Чемпіонат Європи з боротьби серед молоді 1992  | Угорщина | вільна боротьба, до 62 кг | Бронза |